# Méribel
Méribel é uma estância de esqui situada no comuna francesa Les Allues na Saboia.
A aldeia situa-se a 1 450 m de altitude mas sobe-se até os 2 952 m na sua próprio estação, mas além disso está ligado, e logo faz parte, do domínio esquiável de Les Trois Vallées. A estação comporta 9 pistas pretas, 23 vermelhas, 36 azuis e 8 verdes.

## História
Méribel foi fundada pelo escocês  Peter Lindsay, desejoso de fazer esqui numa estação sem nazis como as da Alemanha e Áustria dos anos 1930, depois de ter visitado a localidade de Les Allures, a aldeia primitiva. As primeiras instalações aparecem em 1936 e o primeiro hotel no local chamado Méribel. A guerra para a construção que é retomada depois dela mas mantendo um espírito saboiardo na construção pelo que pede a competência do arquitecto  Paul Grillo, grand prix de Rome em 1937